# Tacita Dean
Tacita Charlotte Dean (Canterbury, Anglaterra, 1965) és una artista visual anglesa, reconeguda fonamentalment pel seu treball com a videoartista, que destaca per l'ús de la pel·lícula de 16 mm. Membre del grup d'artistes contemporanis Young British Artists, va ser nominada, l'any 1998, al Premi Turner, el qual va ser concedit, finalment, al pintor Chris Ofili. Algunes de les obres de Dean, que ha exposat a importants espais, com el Museu Nacional Centre d'Art Reina Sofía o la Tate Britain, es poden adquirir a les galeries Frith Street i Marian Goodman.

## Biografia
És filla del jutge Joseph Dean i germana de Ptolemy Dean, arquitecte i presentador de televisió.
Entre els anys 1985 i 1988, va estudiar a la Falmouth School of Arts i, de 1989 a 1990, va obtenir una beca del Govern grec a l'Athens School of Fine Arts. El 1992, va obtenir un MFA en pintura per la Slade School of Fine Art de Londres.
Actualment, Dean viu i treballa a Berlín.

## Trajectòria
Els treballs de Tacita Dean es caracteritzen per l'ús de formats expressius que, en molts casos, l'artista troba en el llenguatge cinematogràfic. Alguns dels temes més tractats a les seves obres es relacionen amb el temps, la memòria i el mar.
L'atracció pel que és efímer també és característica de la seva obra, tal com reconeix la mateixa artista: “No puc precisar l'origen d'aquesta atracció, però és cert que m’atrauen les coses que desapareixen, encara que a vegades no sigui conscient que desapareixeran. […] Sí, el guix de les meves pissarres es pot esborrar, però també és cert que així és com es fan els dibuixos: dibuixant i esborrant i tornant a dibuixar. És la seva naturalesa”.
La trajectòria artística de Dean està molt lligada al videoart, disciplina que fa servir un llenguatge propi de l'audiovisual però que transgredeix els codis i les normes pròpies del cinema i la televisió tradicionals. Així, les obres fílmiques d'aquesta artista britànica es caracteritzen per les que són pròpies del videoart: la plasmació d'un estil narratiu al marge de les convencions de l'audiovisual tradicional, la recerca de noves imatges i sons, i la ruptura del muntatge i la durada dels plans propis de les produccions fílmiques habituals.
Pel que fa al seu format de filmació predilecte, la pel·lícula de 16 mm, Tacita Dean afirma: “No mostraré les meves pel·lícules en cap altre format. Així que si les cintes de cinema desapareixen, el meu treball també ho farà”.

### Exposicions
Les obres de Tacita Dean s'han exhibit en més d'una desena d'exposicions en solitari i en una trentena de mostres en grup.
Entre les exposicions en solitari més rellevants, sobresurten My engilsh breath in foregin clouds (2015)', presentada a la Marian Goodman Gallery, en què s'exhibiren fotografies, vídeos, litografies, pintures, etc., amb els núvols com a protagonistes.
A Event for a Stage (2014), Tacita Dean presentà, juntament amb l'actor Stephen Dillane, un happening de quatre nits de durada gravat per una sèrie de càmeres de 16 mm, el format preferit de l'artista. 
A De mar en mar (2014), organitzada per la Fundació Botín, Tacita Dean presentà una sèrie d'obres de guix sobre pissarra dedicades al mar i la navegació.
En el cas de les exposicions en grup, cal subratllar Double Take (2016), celebrada a The Photographer's Gallery, juntament amb els artistes Dave Allouche, Josh Brand, Margarita Gluzberg, Matt Saunders i Thomas Zummer, i Into great silence (2015), que, amb obres d'artistes com John Cage, Philip Gröning o Doris Salcedo, va tenir lloc al Centre Andalús d'Art Contemporani.

### Reconeixements
Entre els premis i reconeixements que Tacita Dean ha rebut al llarg de la seva carrera, destaquen: 
- 2009: Premi Kurt Schwitters
- 2008: Premi Günter-Fruhtrunk
- 2006: Premi Hugo Boss
- 2005: International Art Exhibition of the Venice Biennale
- 2004: Fondazione Sandretto Re Rebaudengo
- 2002: Premi de la Nationalgalerie für junge Kunst (nominació)
- 2000-2001: Beca DAAD
- 1999: Residència artística al Wexner Center for the Arts
- 1998: Premi Turner (nominació)
- 1997: Scriptwriter’s Lab en el Sundance Institute
- 1994: Premi Barclay’s Young Artist
- 1994: Premi New Contemporaries

L'any 2013, la seva trajectòria artística li és reconeguda pel Regne Unit amb l'entrega de l'Orde de l'Imperi Britànic.

## Obra
Tot i que l'obra de Tacita Dean' destaca, sobretot, pels seus treballs fílmics, l'artista ha treballat amb altres suports, com la pintura i la fotografia.

### Vídeo
La filmografia de Tacita Dean suma més d'una trentena de títols. L'any 2008, filma l'obra Craneway Event. Realitzada en 16 mm, s'hi repassa la figura del coreògraf estatunidenc Merce Cunningham.
Aquest mateix any mostra, a la Galerie Marian Goodman, Amadeus (Swell Consopio), film en què el mar i el paisatge tenen un paper protagonista.
Per altra banda, cal ressaltar l'obra JG (2012), un film enregistrat en 5 mm, de 26 minuts de duració, una cinta inspirada en l'obra Spiral Jetty, de l'artista d'art natura Robert Smithson.

### Pintura i fotografia
Si bé l'artista britànica destaca com a videoartista, Dean ha explorat altres suports, com la pintura i la fotografia.
Entre els seus treballs plàstics, destaca The Roaring Forties: Seven Boards in Seven Days, obra exposada el 1997 a la Tate Britain i que consta de diverses sèries de dibuixos en torn la navegació realitzats amb guix sobre pissarra.
En el camp de la fotografia, cal assenyalar FLOH, un llibre compost per fotografies descobertes per l'artista en diferents mercats d'Europa.